# Fernando López-Amor García
Fernando López-Amor García (Salamanca, 6 de maig de 1952), és un polític espanyol.

## Biografia
Llicenciat en Dret, va aprovar les oposicions a inspector financer i tributari de l'Estat. Va iniciar la seva carrera política a les files del Centre Democràtic i Social i va ser regidor d'Urbanisme i d'Hisenda a l'Ajuntament de Madrid a la fi dels anys vuitanta, quan era alcalde Agustín Rodríguez Sahagún.
El 1996 fou elegit diputat per les llistes del Partit Popular. Un any després, després de la dimissió de Mónica Ridruejo, fou nomenat pel Consell de Ministres director general de Radiotelevisió espanyola.
Romangué un any en el càrrec. El 1998 fou nomenat President d'Hispasat. No obstant això, el 2000, després de ser elegit novament diputat, renuncià al càrrec. A les eleccions generals de 2004 va renovar el seu escó.